# Djoneid
Ne doit pas être confondu avec Junayd.

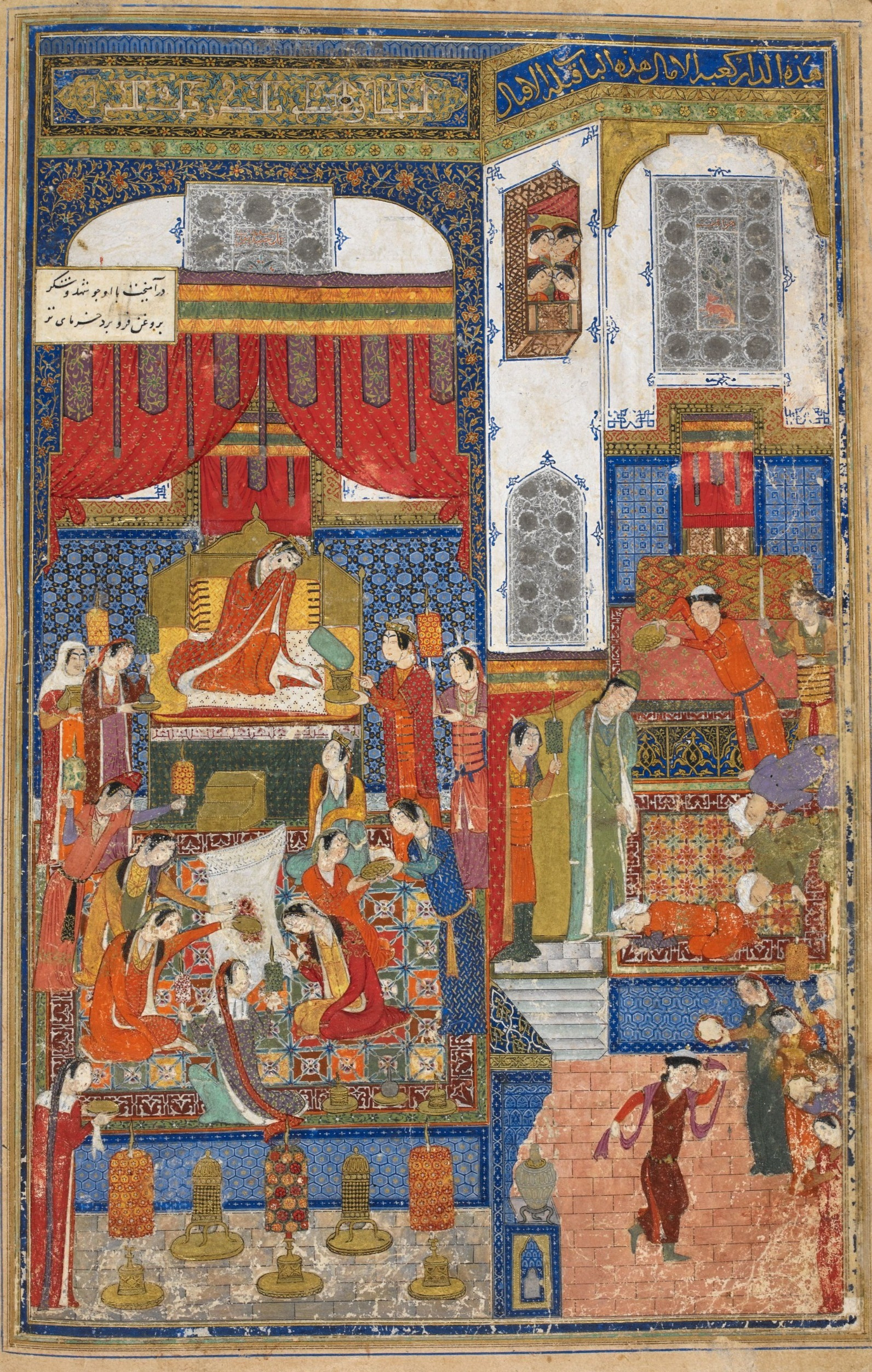
Djoneid : Khomay le lendemain de son mariage, miniature du Divan de Hadju Kermani (1396), Londres, British Library

Djoneid ou Djoneïd Negargar (en persan : جنید نگارگر / Joneyd Negârgar, « Djoneid le miniaturiste »), ou encore Djoneid nakkach al-Soltani (c'est-à-dire Djoneid le peintre du sultan), est un peintre de miniatures persanes qui fut actif à Bagdad dans les années 1382-1410 environ.

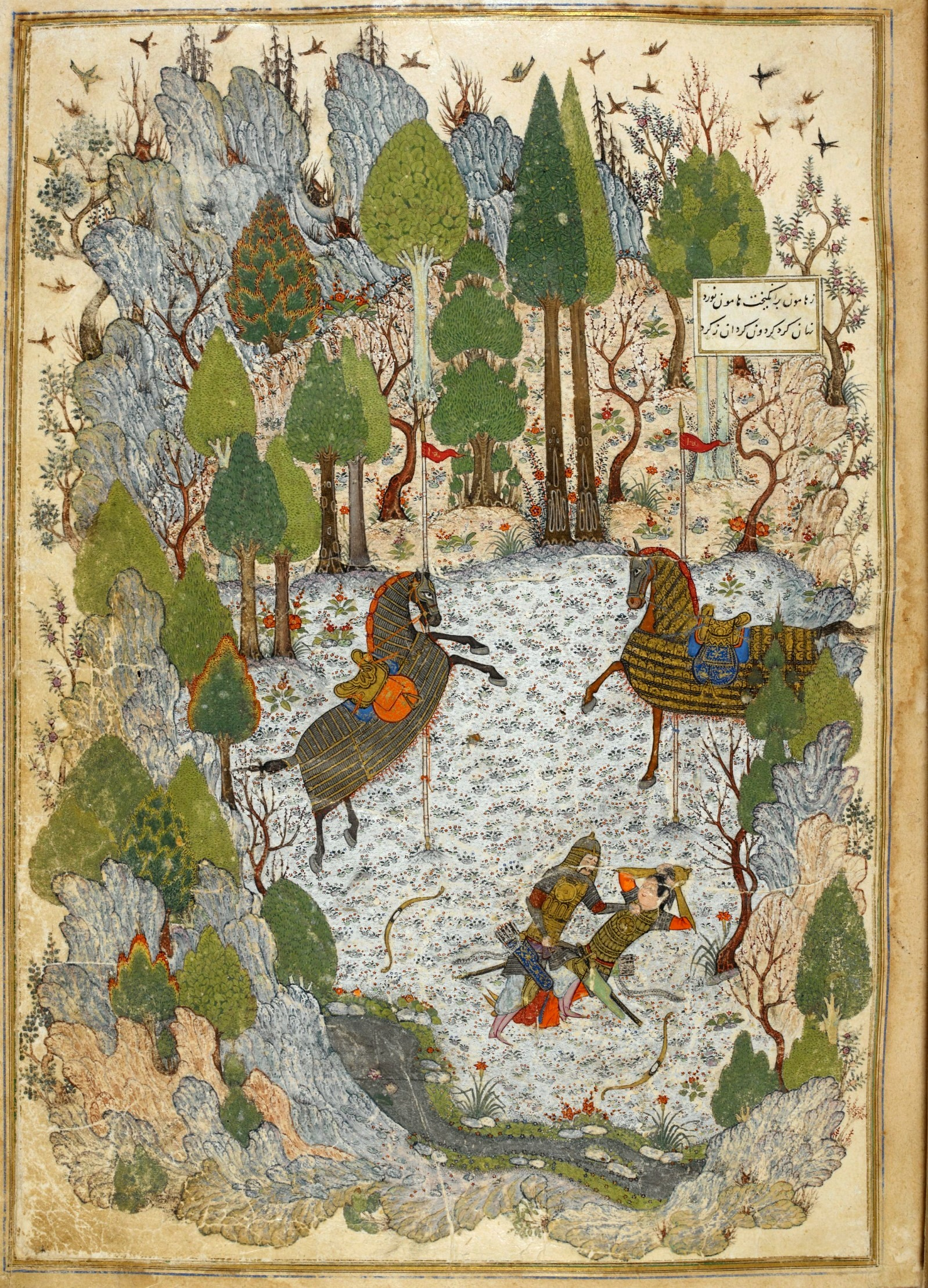
Djoneid : Khomay reconnaît Khomayoun, ibidem

Djoneid est considéré comme le meilleur enlumineur de la bibliothèque du sultan de Bagdad, Ahmad, mais presque rien n'est connu de sa vie, sauf ce qu'en dit Doust Mohammad dans son Traité sur la calligraphie et les peintres persans. On y apprend qu'il était élève de Chams ad-Din.
Il n'a pas seulement interprété la manière de son maître, mais il a élevé son art dans une veine lyrique et poétique, en composant de remarquables miniatures pour les Trois poèmes de Khadjou Kermani, poète persan mort une dizaine d'années auparavant. Ces œuvres sont datées de 1396 et se trouvent à la British Library de Londres. La miniature intitulée Khomay le lendemain de son mariage est signée de la main de l'auteur. Elle représente le héros du poème d'Khadjou Kermani, Khomay, dans le décor complexe d'un palais. On remarque la signature de l'artiste Djoneid (« peintre du sultan ») dans une petite cartouche blanche au-dessus du lit où se trouve Khomey. En étudiant cette miniature, les spécialistes sont arrivés à la conclusion que toutes les neuf miniatures du manuscrit sont du pinceau de Djoneid. 
Les œuvres de ce maître représentent un grand pas en avant dans le développement de la miniature persane. Guidé par le propre goût de son commanditaire, le sultan Ahmad (1382-1410), qui était lui-même poète et peintre, Djoneid a su créer une atmosphère poétique qui marque la peinture persane de la fin du XIVe siècle. L'attention au paysage est soignée, ainsi que les détails, la luminosité des couleurs, tandis que les scènes de bataille reflètent l'esprit guerrier des cavaliers de l'époque mongole.
Djoneid est le premier peintre persan à apposer sa signature sur une de ses compositions. Celles-ci servirent de modèles aux générations suivantes qui copièrent son œuvre.

## Source
- (ru) Cet article est partiellement ou en totalité issu de l’article de Wikipédia en russe intitulé « Джунейд » (voir la liste des auteurs).